# Голосківський парк
Голоскі́вський парк — парк-пам'ятка садово-паркового мистецтва місцевого значення в Україні. Розташований у селі Голосків Кам'янець-Подільського району Хмельницької області.

## Основні відомості
Площа 12,7 га. Заснований наприкінці XIX ст., статус надано 1972 року, рішення ОВК від 12.12.1972 р. № 462. Наразі частина парку (9 га) належить Кам'янець-Подільському педагогічному університету, а 3,7 га — Голосківській середній школі.
Заснований наприкінці XIX ст. Головним завданням є збереження i відтворення природних комплексів. Нараховує 34 породи, в тому числі: сосна кримська, сосна звичайна, сосна Веймутова, бук, каштан, катальпа, бархат амурський та ін.
Входить до складу національного природного парку «Подільські Товтри».